# La Bañeza Fútbol Club
La Bañeza Fútbol Club es un club de fútbol de la ciudad de La Bañeza (León) España. Fue fundado en 1956 y juega en el Grupo VIII de la Tercera División de España.

## Historia
La Bañeza Fútbol Club se fundó en 1956. En la temporada 62-63 el equipo debuta en la Tercera división española, después de conseguir el ascenso la temporada anterior, derrotando en partido a doble vuelta a la Gimnástica Medinense, empate en el partido de ida en Medina del Campo y victoria por la mínima en la antigua La Llanera en el partido de vuelta. El primer partido en toda su historia en 3.ª división, es en Ponferrada, donde los bañezanos logran arrancar el primer punto de su historia.
Actualmente juega en el Grupo VIII de Tercera División,donde ha superado ampliamente los 1000 partidos disputados.
En uno de los clubes, más representativos de la provincia de León, por su solera, ya que en sus 65 años de historia, nada menos que 38 los ha disputado en Tercera división de Castilla y León. Los aficionados más antiguos hablan de La Bañeza F.C, como la F.C.
El jugador que más veces ha vestido la camiseta morada en tercera división es Matteo Cembranos, siendo el máximo realizador Álvaro de Lera
Muchos y buenos son los jugadores que han vestido la camiseta de La Bañeza F.C en su historia, desde los Calvo, Castaño, Muñeca, Arce, Monroy, pasando por los bañezanos Cadenas, Sensi, Basilio, Ramiro en los 80 y 90. Hasta llegar a los Narciso, Ballesteros, Fierro, Juan Manuel, han dado paso a los jugadores que en la actualidad visten la camiseta del club, y que consiguieron devolver en la temporada 2012/2013 a categoría nacional. Desde entonces varios jugadores dieron el salto a categorías superiores como Claudio Medina, con partidos en el fútbol profesional o Diego del Castillo en las filas del Mérida en 2B.
El entrenador más influyente en la historia del club es: Manuel Villanueva, a sus órdenes, el club consiguió ascensos y mantenerse muchas temporadas en tercera división, lo hizo en varias etapas, además de ser también jugador del club. Históricos fueron los ascensos ante el Burgos CF y el milagroso ascenso gracias a la Toresana con aquel gol en el descuento. Otros entrenadores destacados son Simón Pérez, con él en el banquillo, el club consiguió clasificarse para la Copa del Rey, además de jugar la fase de ascenso a 2.ªB en la temporada 1999/2000, por último reseñar a: Luis Carnicero, con también una liguilla de ascenso a 2B, y el campeonato de Regional Preferente con el consiguiente ascenso en la temporada 2012-2013.
Otras personas influyentes en la historia del club, son los presidentes: Chana y César Lera, muy recordados en los aficionados, por sus buenas gestiones en lo deportivo y lo económico, especialmente Lera, consiguió colocar durante varias temporadas, a La Bañeza F.C como el mejor club de tercera división de la provincia de León.
La mejor clasificación en la historia del club, en la tercera división data de la temporada 1999/2000, cuando La Bañeza F.C, terminó en segunda posición, consiguiendo de esa manera, clasificarse para la liguilla de ascenso a 2 B, ascenso que logró finalmente la A.D Alcorcón.
A pesar de ese logro, los mejores años del club, fueron en la década de los 70, cuando solamente existían 4 grupos en tercera división, por esos años los bañezanos, se enfrentaban a equipos históricos (Cultural Leonesa, SD Ponferradina, Sestao River, Real Avilés, CD Lugo), en esa época, el club llegó a tener jugadores que vivían de la práctica del fútbol, con más de 1000 socios, y grandes entradas en el estadio de La Llanera, con muchos aficionados de la comarca, que acudían apoyar al club morado.
El club ser encuentra asentado en la tercera división en las cuales ha conseguido terminar en dos ocasiones entre los siete primeros puestos, después de su último ascenso.
La temporada 2015-2016, La Bañeza FC quedó en quinta posición, y en la 2016-2017 en una temporada difícil debido a las múltiples lesiones mantuvo la categoría sin problemas), como en lo económico, donde con una política austera de gastos, el club se pudo reflotar
En la temporada 17/18, el club cambió de presidente y entrenador, con la misma política de mantener una plantilla joven en la misma línea que en los años anteriores en la cual se han cosechado resultados satisfactorios, obteniendo la séptima plaza al final de liga, en la cual estuvo durante 15 jornadas entre los cuatro primeros puestos de la tabla siendo líder durante varias jornadas.
En temporada  18/19 el club presenta muchos cambios en su plantilla, empezando por el banquillo al cual llega José Díez, que ya entrenara en otra etapa anterior. Jugadores con bastante peso en el equipo han abandonado la plantilla, por lo cual el club vuelve apostar por jugadores jóvenes de categorías inferiores, los cuales se les da la oportunidad de debutar en categoría nacional, como ejemplo está Claudio Medina que debutó en el club, y ha fichado recientemente por un equipo de fútbol profesional. Diego del Castillo, Sergio Rodríguez, Albertin, Mateo Cembranos, son nombres de otros jugadores, que se les dio la oportunidad de debutar en categoría nacional, `por lo cual nuestro club, sirve de trampolín para los jóvenes jugadores de la provincia de León. Con algunos apuros se logra mantener la categoría.
La temporada 19/20 es también una temporada de cambios, hasta 13 jugadores abandonan el club, lo que por enésima vez se vuelve apostar por la juventud, con esta política afronta su séptima temporada consecutiva en tercera división.

## Datos del club
- Temporadas en 1ª: 0
- Temporadas en 2ª: 0
- Temporadas en 2ªB: 0
- Temporadas en Primera Regional: ??
- Temporadas en Segunda Regional: ??
- Temporadas en Provincial: ??
- Temporadas en 3ª: 37 (incluida temporada 2020-21)
- Mejor puesto en la liga: 2.º (Tercera división española temporada 1999-00)
- Peor puesto en la liga: 20.º (Tercera división española temporada 1970-71)
- Puesto actual clasificación histórica 3ª división de España: 129
- Participaciones en Copa del Rey: 2 (1970-71 y 2000-01)

### EstadísticasTercera División
| Torneo                  | PJ   | PUNTOS | PG  | PE  | PP  | GF   | GC   | DG   |
| ----------------------- | ---- | ------ | --- | --- | --- | ---- | ---- | ---- |
| Partidos en casa        | ?    | ?      | ?   | ?   | ?   | ?    | ?    | ?    |
| Partidos como visitante | ?    | ?      | ?   | ?   | ?   | ?    | ?    | ?    |
| Total                   | 1280 | 1440   | 436 | 322 | 522 | 1541 | 1890 | -349 |

```
*Actualizado al final de la temporada 2018-19.
```

## Uniforme
- Uniforme titular: Camiseta morada, pantalón blanco y medias moradas.

|  |

- Uniforme alternativo: Camiseta amarilla, pantalón amarillo y medias amarillas.

|  |

## Estadio
La Llanera se construyó por los mismos bañezanos, que los domingos y los días de fiesta iban a trabajar gratis, para hacerlo. En el verano de 1935 se estrenó con un encuentro entre dos equipos que se llamaron “La Piqueta” y “La Paleta”, todos ellos habían conseguido levantar las paredes y cerrar el hoy estadio. Con el inicio de la guerra civil, todo quedó en suspenso y en el año 1942, el entonces presidente, José Olegario Fernández, pidió al alcalde, Agustín Hoyos, que siguieran las obras de dicho campo y en el año 1944, con Bernardo Bécares de presidente, comenzó la Sociedad Deportiva Bañezana a jugar partidos oficiales. En  en La Llanera,  La alineación de la G Bañezana estaba compuesto por Atanasio Benavides (Sines); José Delgado (Gaucho), Antonio Alvarez (Cebolla); Cubero, Julio y Antonio G. Dúviz; Juanín Nadal, Agustín Quiñones, Emilio (Seta), Llamas y Gerardo Palazuelo. Otras veces jugaba Lorenzo Santos (Chorras) en el puesto de Gerardo. 
El mejor jugador de ese equipo era el  portero Sines y todos los equipos de la provincia lo querían, pero su forma especial de ser, le privó de llegar muy lejos en el fútbol. Cuando marcaba un gol La Bañeza, Sines salía de la portería y se abrazaba a Gaucho para celebrarlo. Pocos años después, se comenzaron a jugar partidos amistosos en La Llanea con motivo del 18 de Julio y en el día de la Asunción, en los que venían a reforzar a los bañezanos, jugadores importantes de primera y segunda división. Los que más veces reforzaron al equipo, fueron los hermanos leoneses Rodríguez, César y Calo, ambos jugadores del Barcelona y César ya, además, internacional. También su hermano Severino de la Cultural, Goyín del Oviedo y otros varios. En uno de esos partidos  se jugó contra la Cultural y Juanín o Juan Nadal y Gerardo, que eran los extremos del equipo bañezano, pegaron muchas galopadas en ese partido, con la velocidad que los caracterizaba y César, de cabeza, marcó cinco tantos con esos centros, y ganó La Bañeza por 5-1. Pasados unos años, La Sociedad Deportiva Bañezana desapareció y se intentó formar el “Atlético Bañézano”, pero tampoco cuajó, hasta que en el año 1956 se formó “La Bañeza Fútbol Club” que ha llegado hasta nuestros días y cuyo primer presidente fue José Tardío

## Futbolistas

### Plantilla y cuerpo técnico
- Como exigen las normas de la RFEF desde la temporada 2019-20 en 2.ªB y desde la 2020-21 para 3.ª, los jugadores de la primera plantilla deberán llevar los dorsales del 1 al 22, reservándose los números 1 y 13 para los porteros y el 25 para un eventual tercer portero. Los dorsales 23, 24 y del 26 en adelante serán para los futbolistas del filial, y también serán fijos y nominales.
- En 1.ª y 2.ª desde la temporada 1995-96 los jugadores con dorsales superiores al 25 son, a todos los efectos, jugadores del filial y como tales, podrán compaginar partidos con el primer y segundo equipo. Como exigen las normas de la LFP, los jugadores de la primera plantilla deberán llevar los dorsales del 1 al 25. Del 26 en adelante serán jugadores del equipo filial.
- Los equipos españoles están limitados a tener en la plantilla un máximo de tres jugadores sin pasaporte de la Unión Europea. La lista incluye solo la principal nacionalidad de cada jugador.La lista incluye solamente la principal nacionalidad de cada jugador. Algunos de los jugadores no europeos tienen doble nacionalidad de algún país de la UE:

## Palmarés
Trofeos Internacionales
- Regional Castilla y León (1): 2012/13

### Trofeos Amistosos
- Trofeo Ciudad de Benavente : 2: 1975, 2015, 2018, 2022

### Clasificación por temporada
| Temporada | División         | Puesto | Copa del Rey |
| --------- | ---------------- | ------ | ------------ |
| 1998/99   | 3.ª (Grupo VIII) | 10.º   |              |
| 1999/00   | 3.ª (Grupo VIII) | 2.º    |              |
| 2000/01   | 3.ª (Grupo VIII) | 6.º    | 1.ª Ronda    |
| 2001/02   | 3.ª (Grupo VIII) | 6.º    |              |
| 2002/03   | 3.ª (Grupo VIII) | 3.º    |              |
| 2003/04   | 3.ª (Grupo VIII) | 10.º   |              |
| 2004/05   | 3.ª (Grupo VIII) | 17.º   |              |
| 2005/06   | 3.ª (Grupo VIII) | 16.º   |              |
| 2006/07   | 3.ª (Grupo VIII) | 20.º   |              |
| 2007/08   | Regional         | ?º     |              |
| 2008/09   | Regional         | 10.º   |              |
| 2009/10   | Regional         | 13.º   |              |
| 2010/11   | Regional         | 14.º   |              |
| 2011/12   | Regional         | 6.º    |              |
| 2012/13   | Regional         | 1.º    |              |
| 2013/14   | 3.ª (Grupo VIII) | 13.º   |              |
| 2014/15   | 3.ª (Grupo VIII) | 11.º   |              |
| 2015/16   | 3.ª (Grupo VIII) | 5.º    |              |
| 2016/17   | 3.ª (Grupo VIII) | 12.º   |              |
| 2017/18   | 3.ª (Grupo VIII) | 7.º    |              |
| 2018/19   | 3.ª (Grupo VIII) | 15.º   |              |
| 2019/20   | 3.ª (Grupo VIII) | 18.º   |              |
| 2020/21   | 3.ª (Grupo VIII) | ?º     |              |
| 2021/22   | Regional         | 9.º    |              |
| 2022/23   | Regional         | 4.º    |              |

#### Promoción ascenso2.ªB1999/00
| - C.D. Lealtad (1º del Grupo II ) - La Bañeza F.C. (2º del Grupo VIII ) | - U.D. Xove Lago (3º del Grupo I ) - A.D. Alcorcón (5º del Grupo VII ) |

Resultados:
Clasificación:
|    |                | Pts | J | G | E | P | GF | GC | DG |
| -- | -------------- | --- | - | - | - | - | -- | -- | -- |
| 1. | A.D. Alcorcón  | 12  | 6 | 4 | 0 | 2 | 10 | 6  | +4 |
| 2. | C.D. Lealtad   | 9   | 6 | 2 | 3 | 1 | 12 | 13 | -1 |
| 3. | La Bañeza F.C. | 6   | 6 | 1 | 3 | 2 | 8  | 9  | -1 |
| 4. | U.D. Xove Lago | 4   | 6 | 0 | 4 | 2 | 9  | 11 | -2 |

| Ascenso a Segunda División B: A.D. Alcorcón |

### Participaciones en Copa del Rey
| Temporada | Ronda                | Rival       | Local | Visitante | Global |  |
| --------- | -------------------- | ----------- | ----- | --------- | ------ |  |
| 1970-71   | Primera ronda        | Palencia CF | 2-2   | 1-5       | 3-7    |  |
| 2000-01   | Primera ronda (1/64) | UD Orotava  | 1-2   | 1-1       | 2-3    |  |